# Brixia belouvensis
Brixia belouvensis är en insektsart som beskrevs av Synave 1960. Brixia belouvensis ingår i släktet Brixia och familjen kilstritar. Inga underarter finns listade i Catalogue of Life.